# Тишбейн, Иоганн Фридрих Август
Иоганн Фридрих Август Тишбейн, или Тишбайн, известный, как Лейпцигский Тишбейн (нем. Johann Friedrich August Tischbein; Leipziger Tischbein; 9 марта 1750, Маастрихт, Голландия — 21 июня 1812, Гейдельберг, Германия) — немецкий живописец академического направления эпохи классицизма, мастер портрета. Работал в России.

## Семья художников Тишбейн (Тишбайн)
Большая семья потомственных немецких художников Тишбейн хорошо известна в истории западноевропейского искусства XVIII—XIX веков. Её представители много и плодотворно работали в разных странах. Среди них: живописец-акварелист и рисовальщик, Иоганн Антон Тишбейн (1720—1784) — oн был четвёртым сыном пекаря Иоганна Генриха Тишбейна (1682—1784) и Сюзанны Маргареты Хинзинг, пятеро из восьми детей которых стали художниками. Он учился в Париже, открыл студию во Франкфурте, в 1764 году переехал в Гамбург, где создал частную художественную школу. Пять лет спустя он написал учебник по живописи (Unterricht zu gründlicher Erlernung der Malerey), который в 1780 году принёс ему место преподавателя в Gelehrtenschule des Johanneums. Одним из сыновей пекаря Иоганна Генриха был менее известный живописец Иоганн Валентин Тишбейн (1715—1768), отец знаменитого Иоганна Фридриха Августа, работавшего в России.
Антон Вильгельм Тишбейн, или Тишбейн из Ганау (1730—1804), также был живописцем. Художник-портретист  Иоганн Генрих Тишбейн Старший  (1722—1789) по прозванию Кассельский (Kasseler Tischbein), придворный художник ландграфов Гессен-Кассельских, был одним из основателей Академии искусств в Касселе, преподавал в Академии живопись и стал одним из главных представителей раннего классицизма в Германии.
Племянник и ученик предыдущего Иоганн Генрих Вильгельм Тишбейн Младший (1742—1808), также живописец в Касселе, был также известным художником-графиком, иллюстратором литературы романтического направления, коллекционером произведений искусства.
Иоганн Генрих Вильгельм Тишбейн по прозванию Тишбейн-Гёте (1751—1829) — гессенский живописец, мастер портрета; один из ближайших друзей поэта Иоганна Вольфганга Гёте. Брат Тишбейна-Гёте — Иоганн Фридрих Август Тишбейн (1750—1812), по прозванию Тишбейн из Лейпцига, — также живописец портретист, ученик своего дяди Тишбейна Старшего.
Ещё один представитель семьи — Людвиг Филипп Тишбейн (1744—1806), брат Иоганна Фридриха Августа, живописец, архитектор, рисовальщик и гравёр, театральный декоратор, ученик своего дяди Иоганна Антона Тишбейна (Гамбургского). Обучался у дяди, в Гамбурге, потом совершенствовался в Италии. Работал в Касселе, Риме и в Париже. В 1773 году приехал в Россию и занимался театрально-декорационным искусством. Изображал виды Санкт-Петербурга. В качестве архитектора был помощником Тома де Томона. С 1782 года завершал строительство здания Большого театра в Санкт-Петербурге. Иоганн Якоб Тишбейн (1725—1791) — живописец, известный как «Любекский Тишбейн».
Из этой семьи вышли также Магдалена Маргерита Тишбейн (1763—1836) — «живописец цветов», Поль Людвиг Филипп (1820—1874), живописец, и многие другие художники.

## Биография Иоганна Фридриха Августа Тишбейна
Иоганн Фридрих Август Тишбейн был сыном театрального художника Иоганна Валентина Тишбейна (1715—1768), у которого он получил свои первые художественные уроки. Его двоюродным братом был Иоганн Генрих Вильгельм Тишбейн по прозванию Тишбейн-Гёте (1751—1829). Около 1768 года Иоганн Фридрих Август переехал в Кассель, чтобы работать в мастерской своего дяди, портретиста Иоганна Генриха Тишбейна Старшего «Кассельского» (1722—1789).
В Касселе он был принят в масонскую ложу «Коронованный лев» (gekrönten Löwen), к которой принадлежал и его дядя. После длительного путешествия по Голландии и Франции и периода обучения в Париже, где в 1772 году он стал учеником Иоганна Георга Вилле, Тишбейн предпринял обширное путешествие в Рим и Неаполь (1777—1780). Там он подружился с Жаком Луи Давидом и Антоном Рафаэлем Менгсом, и работал вместе с ними. В середине 1780-х годов Тишбейн вернулся в Германию.
В том же году он стал придворным художником принца Фридриха Карла Августа, графа Вальдек-Пирмонта. Работал в Бад-Арользене. В 1780-х годах совершил три поездки в Нидерланды и в Италию, где совершенствовал свои навыки в портретной живописи.
В 1795 году Тишбейн был нанят Леопольдом III Фридрихом Францем, князем Ангальт-Дессау в качестве придворного художника, где в последующие годы в основном писал портреты членов княжеской семьи. Через год отправился в Берлин и стал успешным и независимым художником-портретистом. В 1799 году добился большого успеха в Дрездене. В следующем году он был назначен директором Академии изобразительных искусств в Лейпциге, откуда его прозвание «Лейпцигский Тишбейн» (Leipziger Tischbein).
В 1806—1808 годах Тишбейн был в Санкт-Петербурге, где обустраивал имение своего брата — Людвига Филиппа Тишбейна. Создал ряд портретов придворных и представителей российской аристократии.
Его лучшие произведения отличаются строгостью композиции и, вместе с тем, под влиянием сентиментализма, свойственного эпохе, интимностью образов, мягкостью живописной манеры, изысканностью колорита. В Санкт-Петербургском Эрмитаже хранятся девять картин Иоганна Фридриха Августа Тишбейна.

## Галерея

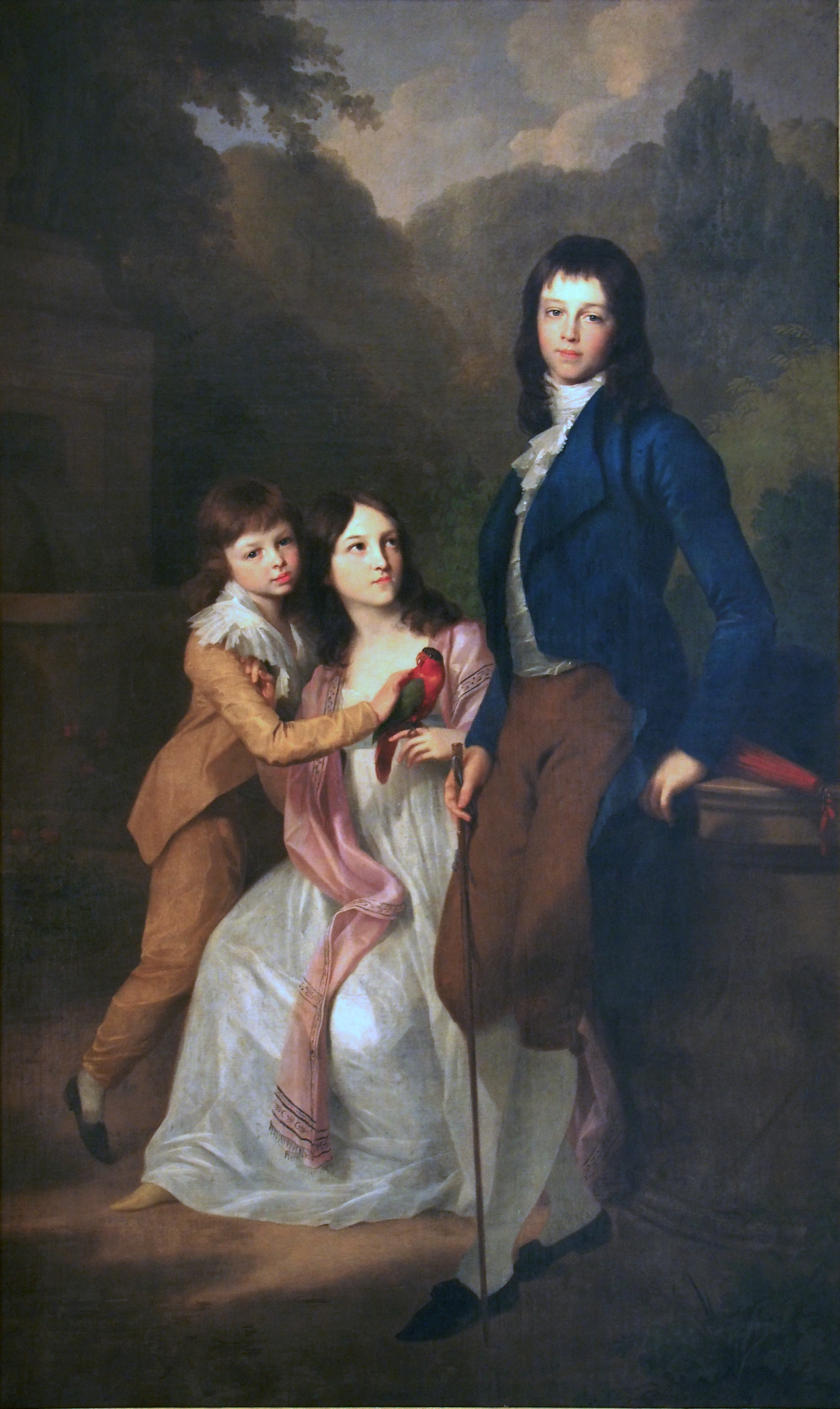
Портрет детей герцога Карла Августа Саксен-Веймарского и Эйзенахского: принц Карл Фридрих, принцесса Каролина и принц Бернхард Саксен-Веймарский и Эйзенахский. 1798. Холст, масло. Веймарский замок
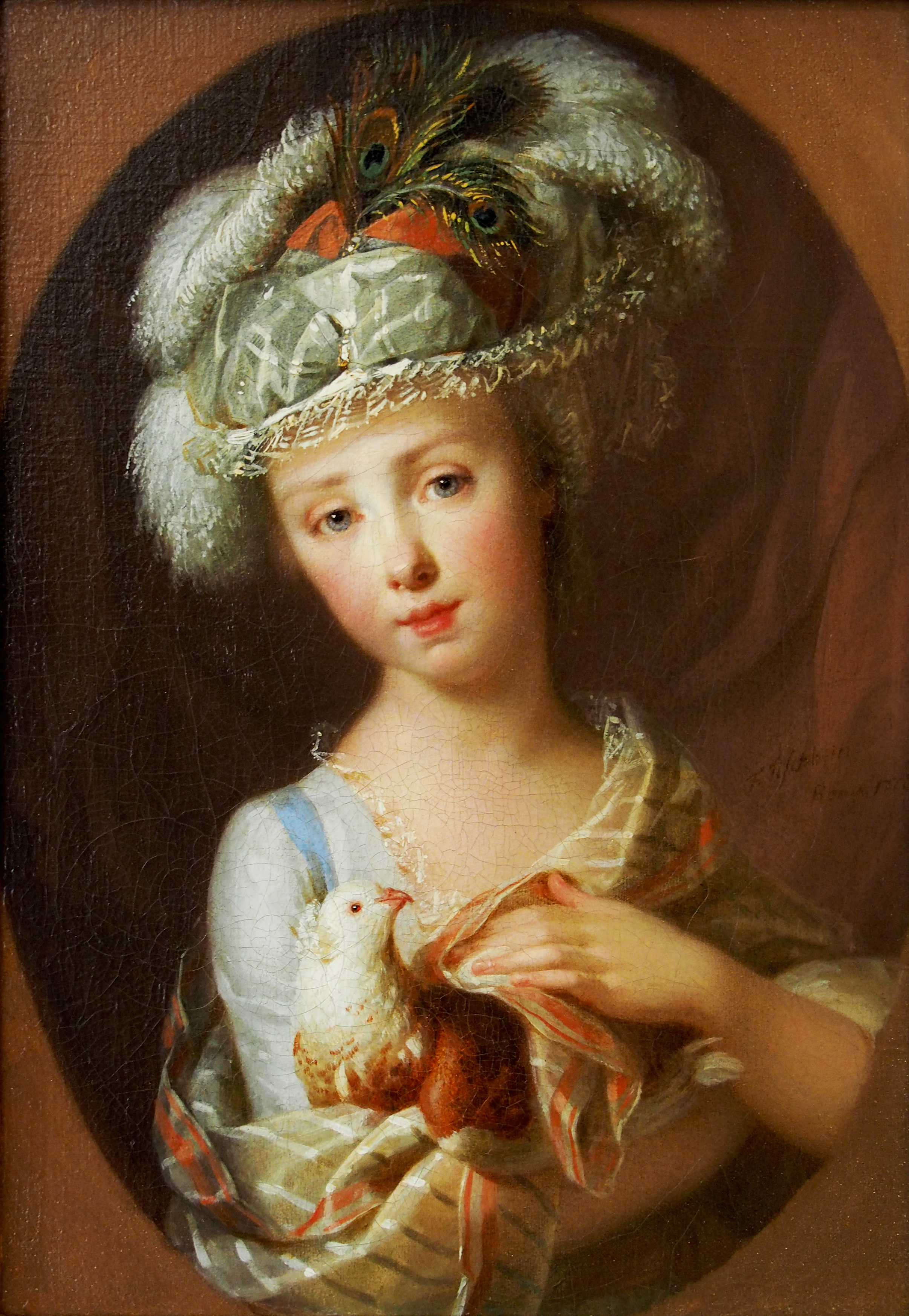
Леди Луиза Феодосия Хервей. 1778. Холст, масло. Веймарский замок
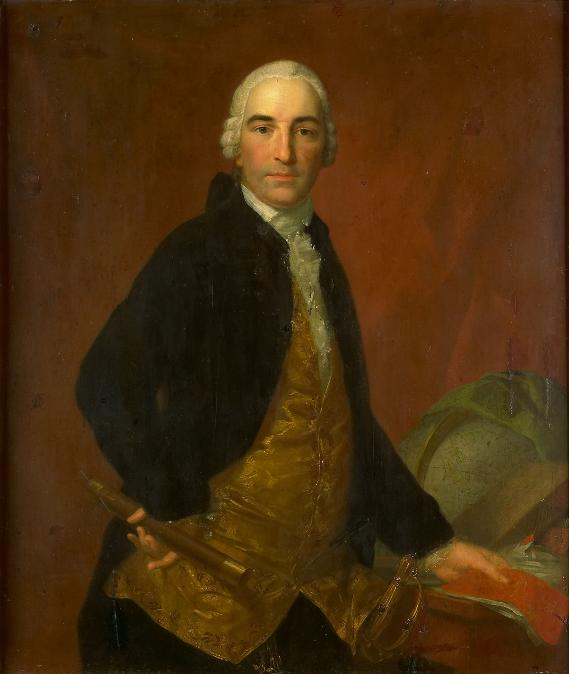
Портрет Виллема Арнольда Альтинга, генерал-губернатора голландской Ост-Индской компании. 1788. Латунь, масло. Рейксмюсеум, Амстердам
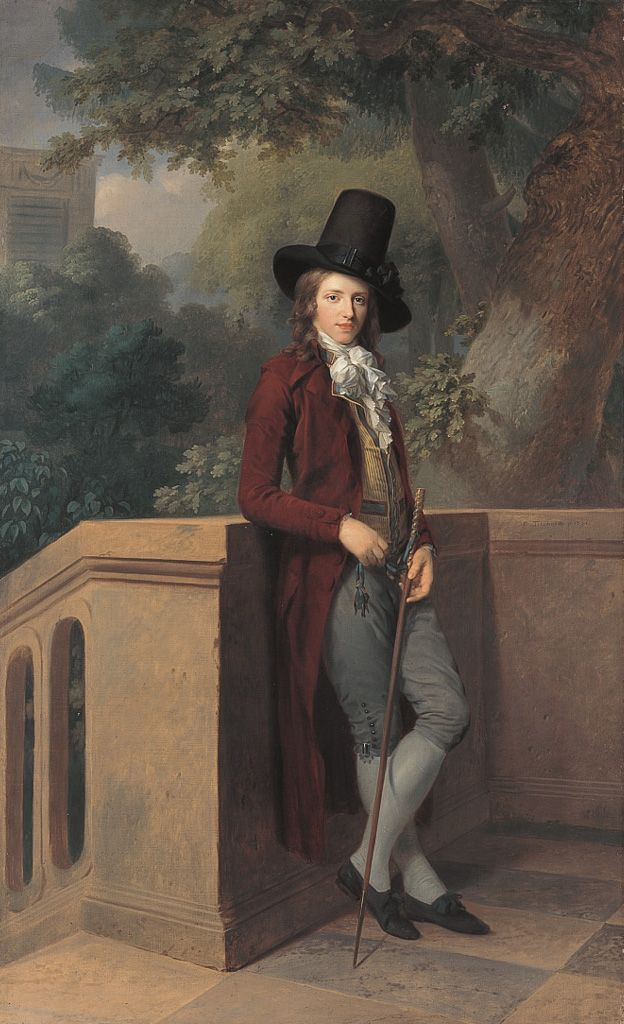
Николас Шатлен в саду. 1791. Холст, масло. Новая Пинакотека, Мюнхен
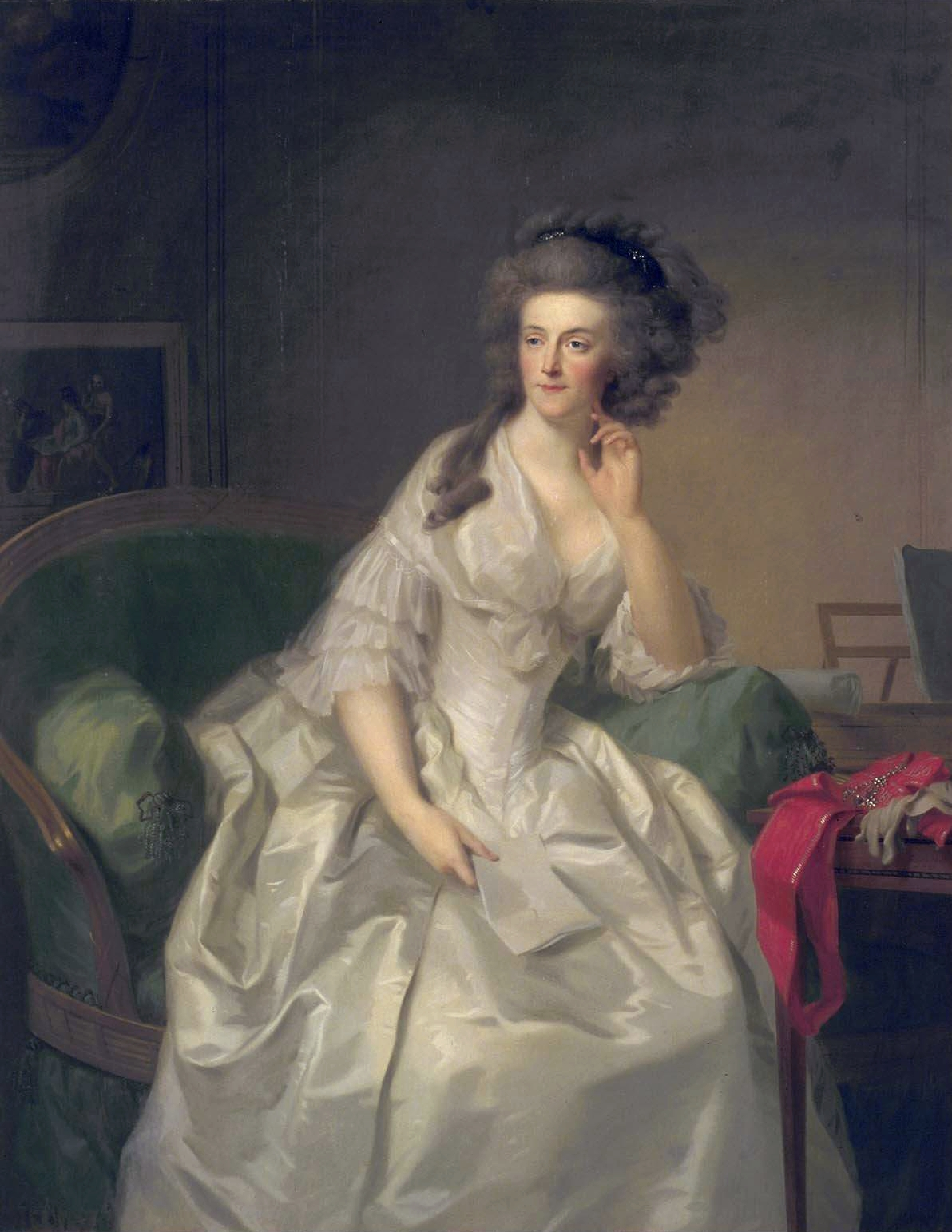
Портрет Фредерики Софии Вильгельмины, принцессы Прусской. 1789. Холст, масло. Маурицхёйс, Гаага
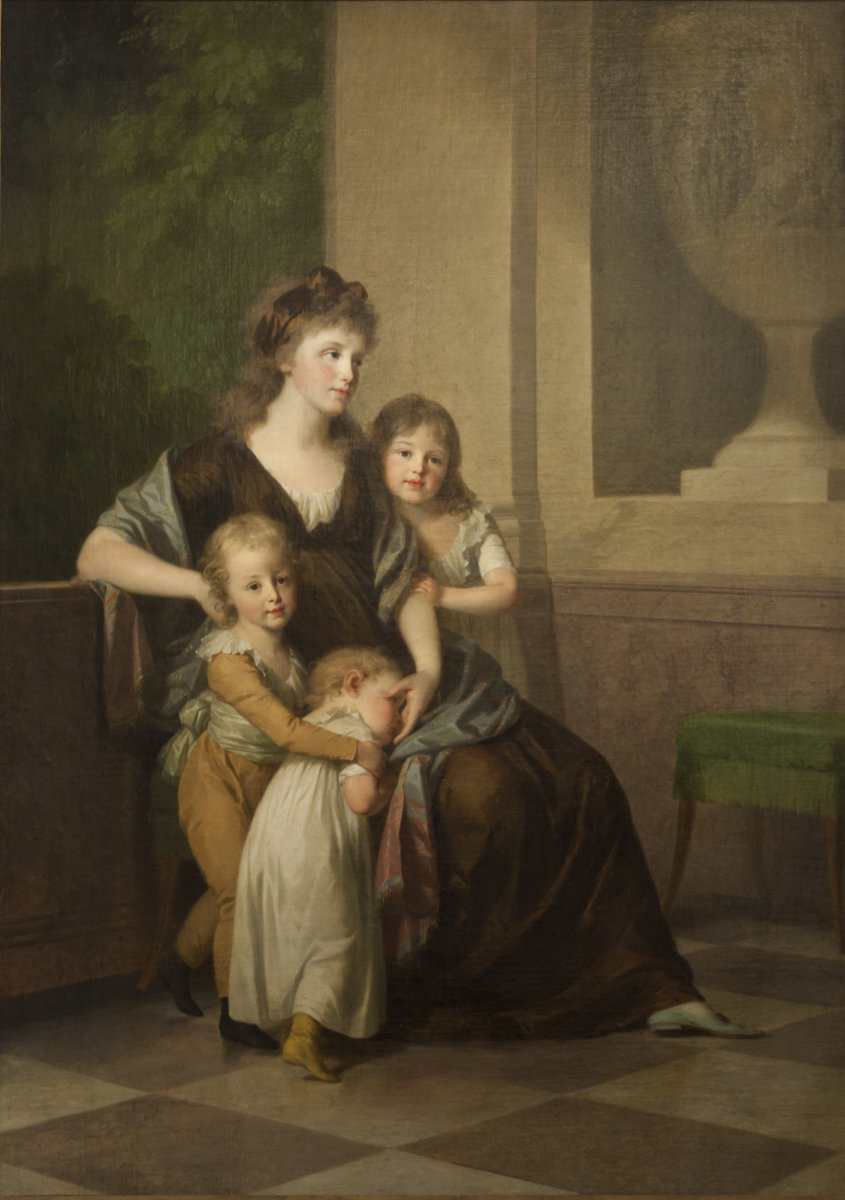
Кристиана Амалия Анхальт-Дессауская с детьми. 1798. Холст, масло. Картинное собрание, Дессау-Вёрлиц
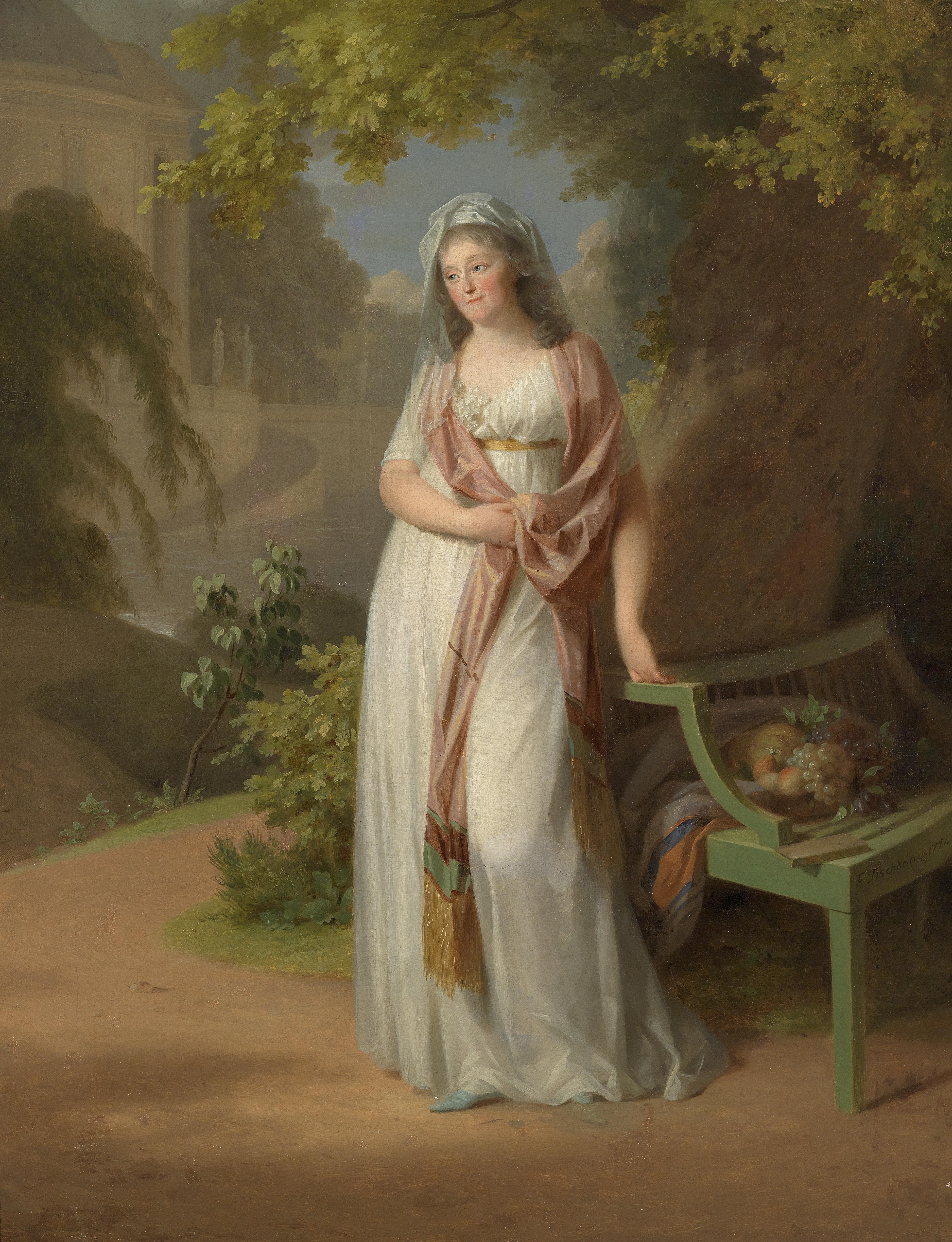
Портрет Луизы Бранденбург-Шведтской, герцогини Анхальт-Дессауской. 1794. Холст, масло. Картинное собрание, Дессау-Вёрлиц
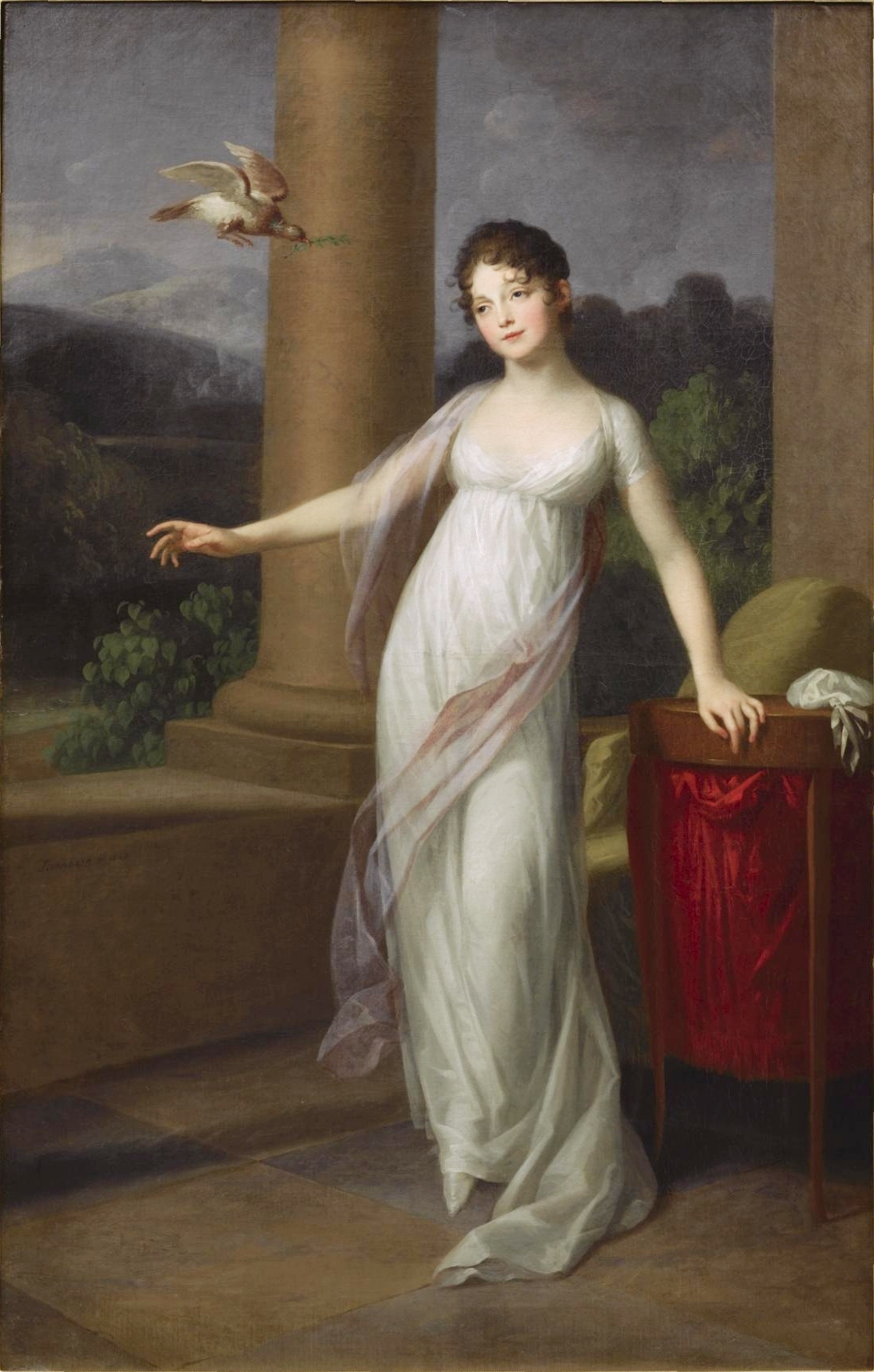
Амалия фон Леветцов. 1803. Холст, масло. Дом Гёте, Франкфурт-на-Майне
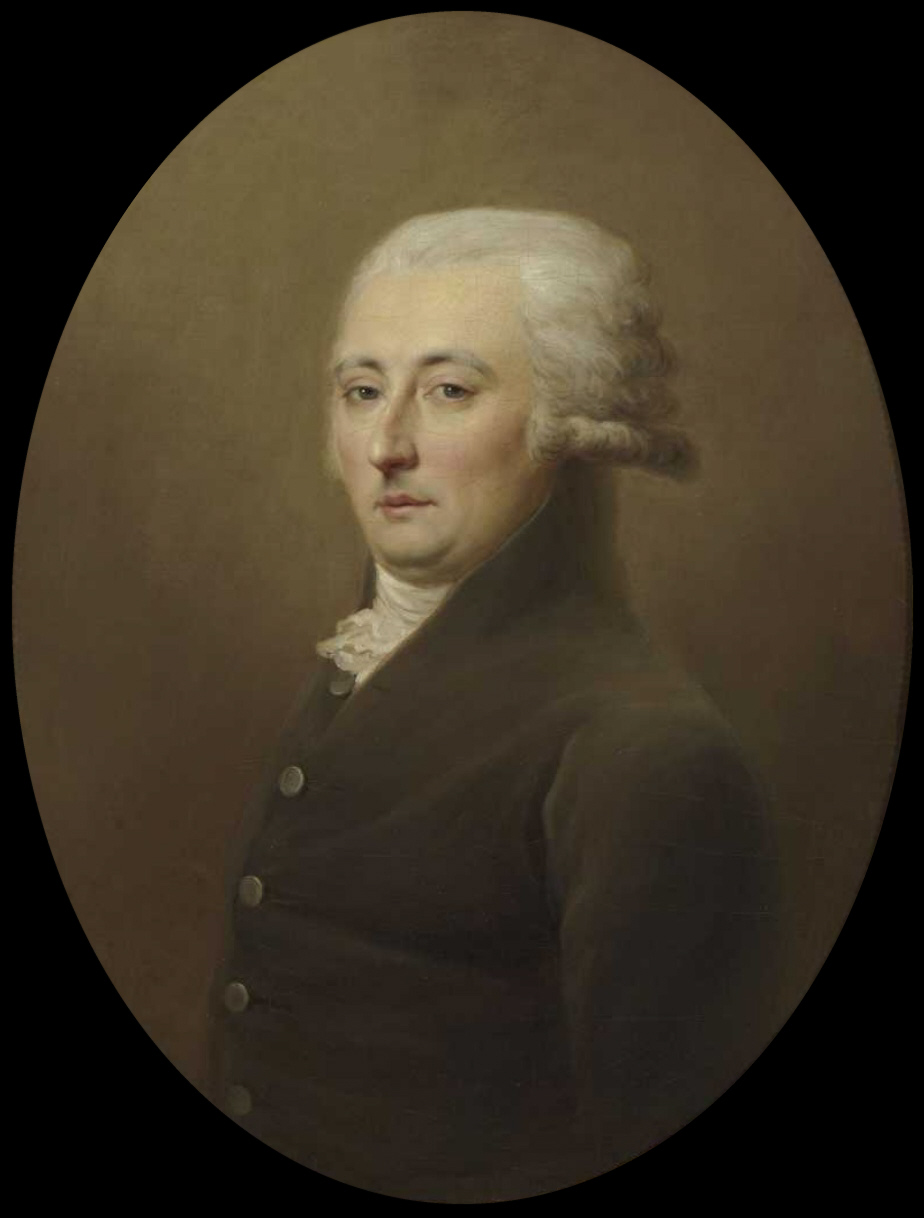
Портрет графа Якова Дмитриевича Ланского, сына коменданта Полоцка. Ок. 1810. Холст, масло. Частное собрание
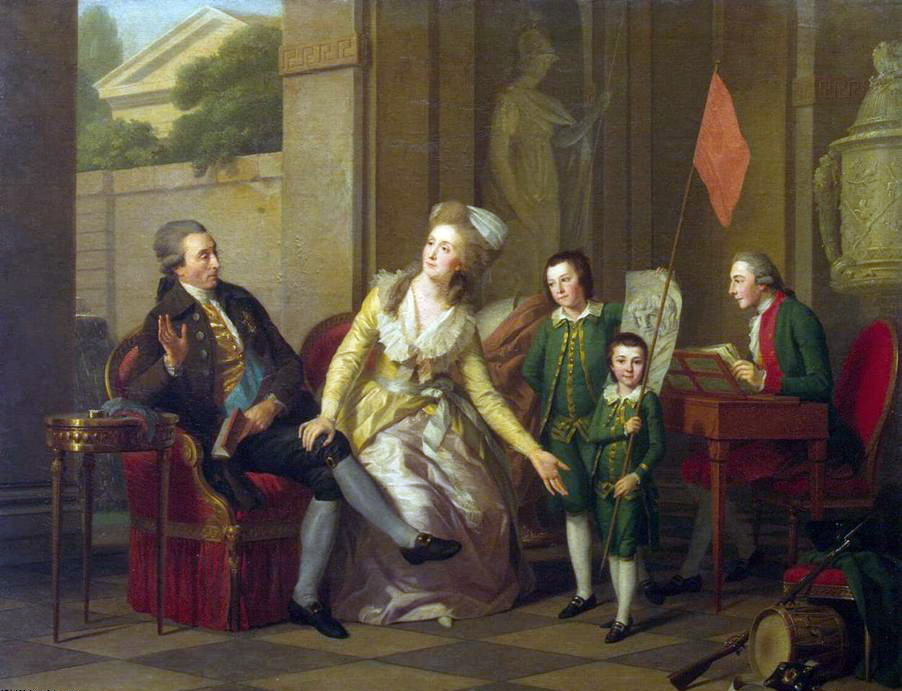
Портрет семьи Салтыковых. 1782. Холст, масло. Государственный Эрмитаж, Санкт-Петербург
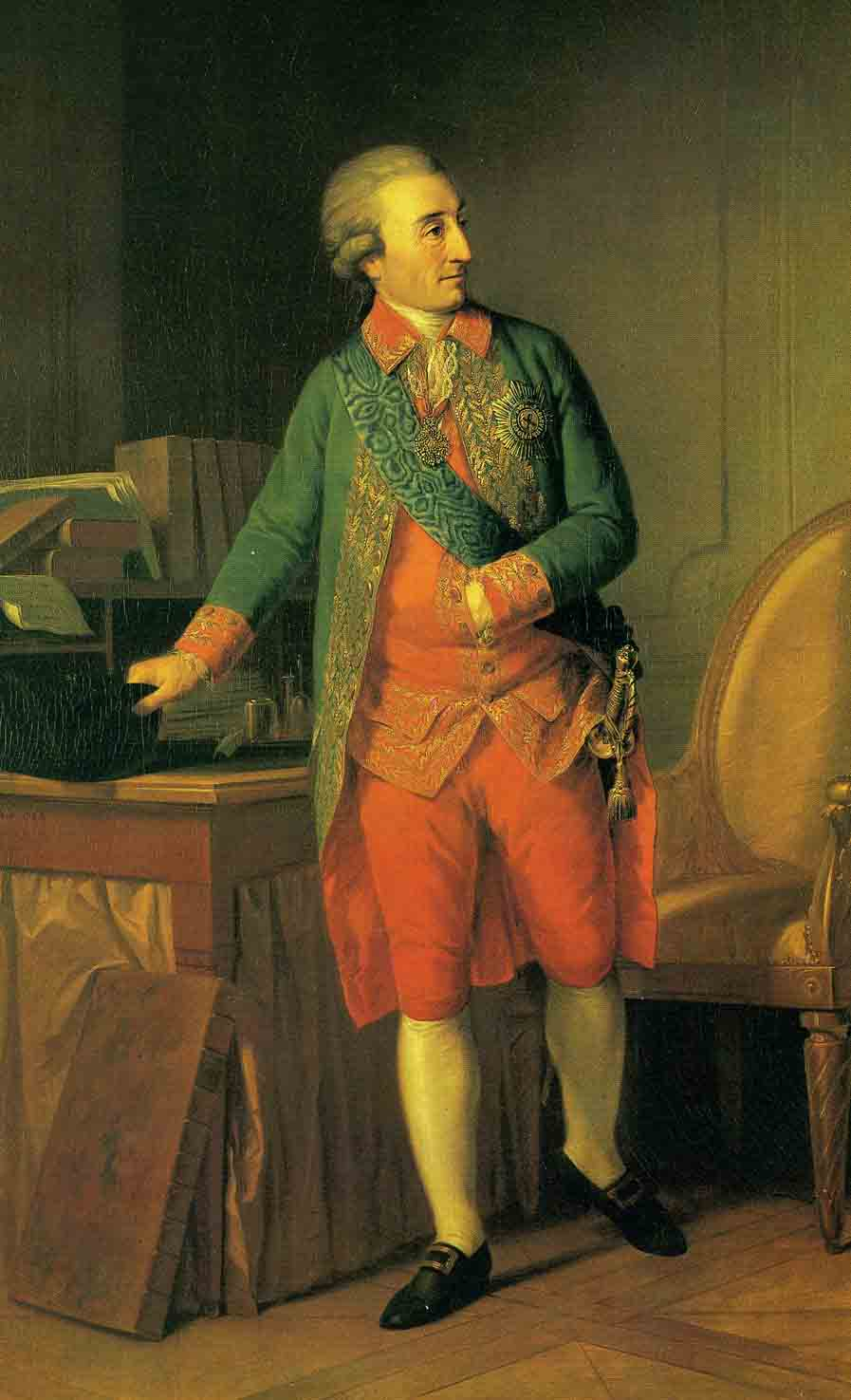
Портрет Николая Ивановича Салтыкова. 1785. Холст, масло. Государственный Эрмитаж, Санкт-Петербург
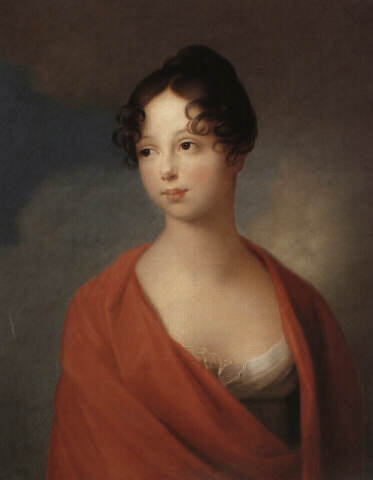
Портрет великой княгини Елены Павловны, принцессы Вюртембергской